# Wilson Bentley

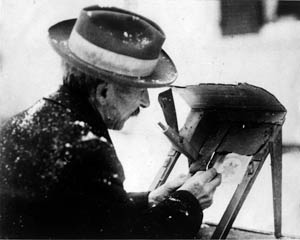
Wilson Bentley

Wilson Alwyn "Snowflake" Bentley, född 7 februari 1865 i Jericho, Vermont, död 23 december 1931, var en amerikansk fotograf och en av de första som lyckades fånga snöflingor på bild. 
Han arbetade fram en metod som möjliggjorde fotografering av kristallerna innan de smälte eller påverkades av sublimering. 
Under sin livstid tog Bentley över 5 000 bilder av snöflingor. En del av verken som han donerade till museet Buffalo Museum of Science har digitaliserats.

## Biografi

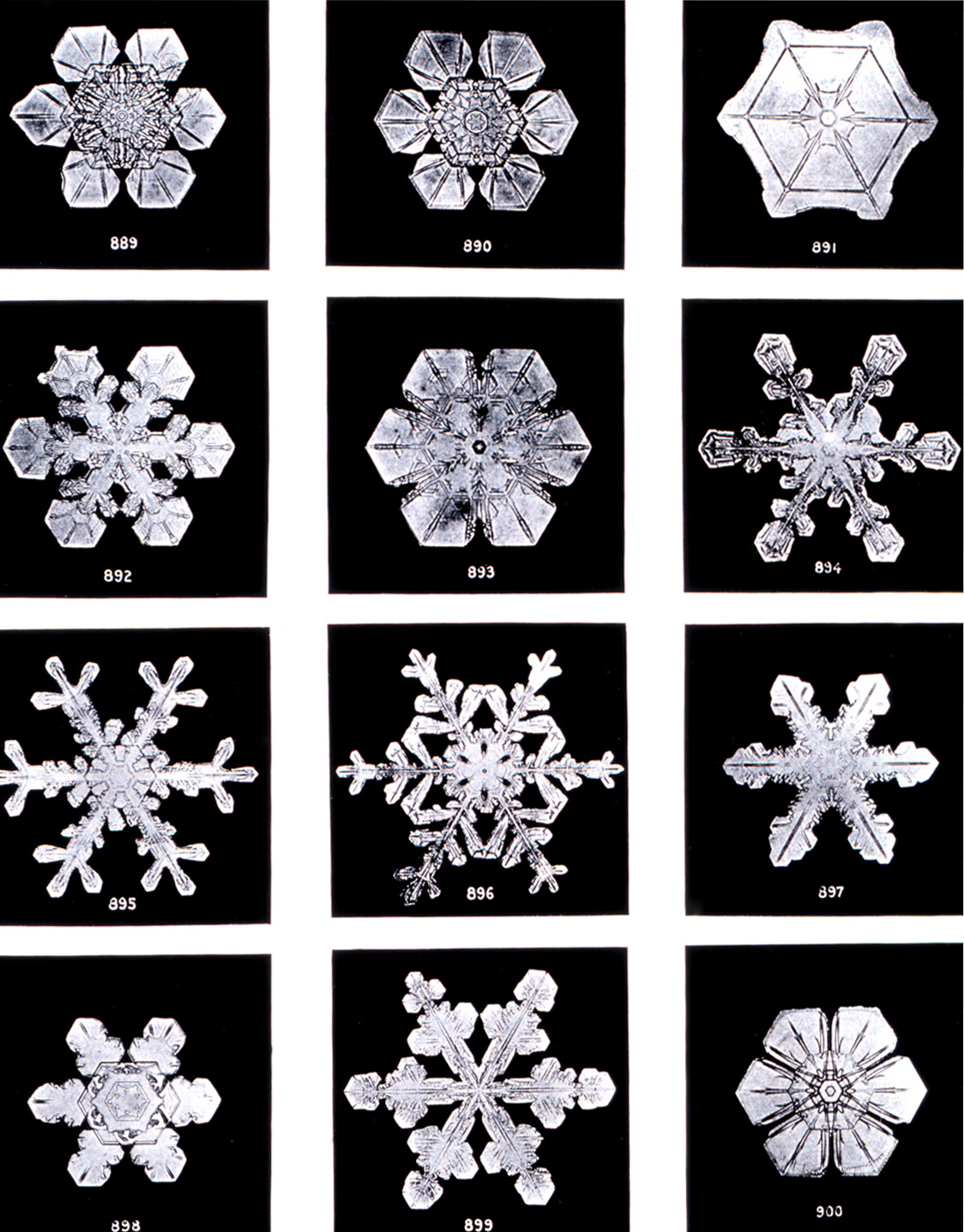
Snöflingor fotograferade av Wilson Bentley, cirka 1902

Bentley föddes 1865 i Jericho, Vermont. Han blev intresserad av snökristaller som tonåring på sin familjs gård. Han försökte rita av det han såg i ett mikroskop han fått av sin mor när han var 15 år, men snöflingorna var för komplexa att avbilda innan de smälte. 
Efter mycket experimenterande med kamera och mikroskop tog han 1885 sitt första fotografi av en snöflinga. Flingorna föll på en svart bakgrund och flyttades snabbt över till mikroskopets objektglas. 
Bentley beskrev snöflingor som "små mirakel av skönhet" och snökristaller som "isblommor". Trots dessa poetiska skildringar förhöll sig Bentley mycket objektivt till sitt arbete. Han dokumenterade även olika is- och vattenformationer, som moln och dimma. 
Hans gärning fick uppmärksamhet under 1800-talets sista år. Bentley publicerade en artikel där han sa att ingen snöflinga är den andra lik ("No two snowflakes are alike"). Påståendet väckte allmänhetens fantasi och senare skrev han ytterligare artiklar i tidskrifter som National Geographic, Nature, Popular Science och Scientific American. 
1931 arbetade Bentley med William J. Humphreys, som då var anställd på U.S. Weather Bureau. De publicerade Snow Crystals, en monografi illustrerad med 2 500 fotografier. Andra publikationer innefattar uppslagsordet "snö" i den fjortonde utgåvan av Encyclopædia Britannica. Hans bilder har efterfrågats av akademiska institutioner världen över. 
Bentley dog av lunginflammation 1931. Snow Crystals gavs ut en kort tid före hans död.  
Den största samlingen av Bentleys fotografier finns i hans hemstad Jericho. 
| ”                      | When a snowflake melted, that design was forever lost. | „ |
| – Wilson Bentley, 1925 |                                                        |   |